# Stazione di Anguillara
La stazione di Anguillara è la stazione ferroviaria a servizio del comune di Anguillara Sabazia. È ubicata lungo la ferrovia Roma - Capranica - Viterbo- Orte - Firenze ed è la prima stazione situata al di fuori della tariffa urbana di Roma; Il percorso della linea è a doppio binario da Roma Tiburtina a Cesano e a singolo binario tra Cesano e Viterbo Porta Fiorentina.

## Storia
La stazione venne attivata prima del 1916.

## Struttura e impianti
La gestione degli impianti è affidata dal 2001 a Rete Ferroviaria Italiana (RFI). Il fabbricato viaggiatori si compone di due livelli; il piano terra è aperto al pubblico.
La stazione disponeva di uno scalo merci con annesso magazzino sulla cui area è stato ricavato un parcheggio, mentre il magazzino è stato convertito a deposito.
Il piazzale è composto da due binari passanti ed uno tronco. Nel dettaglio:
- Binario 1: binario di corsa dove fermano i treni in direzione Sud (Roma);
- Binario 2: binario di corsa dove fermano i treni in direzione Nord (Viterbo);
- Binario 3: binario tronco usato generalmente per il ricovero dei mezzi.

## Movimento
La tipica offerta nelle ore di morbida dei giorni lavorativi è di un treno ogni 30 minuti per Roma Ostiense/Tiburtina, un treno ogni 30 minuti per Bracciano e un treno ogni ora per Viterbo.
Il servizio passeggeri è svolto dai treni regionali del servizio FL3 Trenitalia nell'ambito del contratto di servizio stipulato con la Regione Lazio.

## Servizi
La stazione offre i seguenti servizi:
- Biglietteria automatica[4]
- Sala d'attesa

## Interscambio
- Fermata autobus COTRAL